# أبل إيه 13

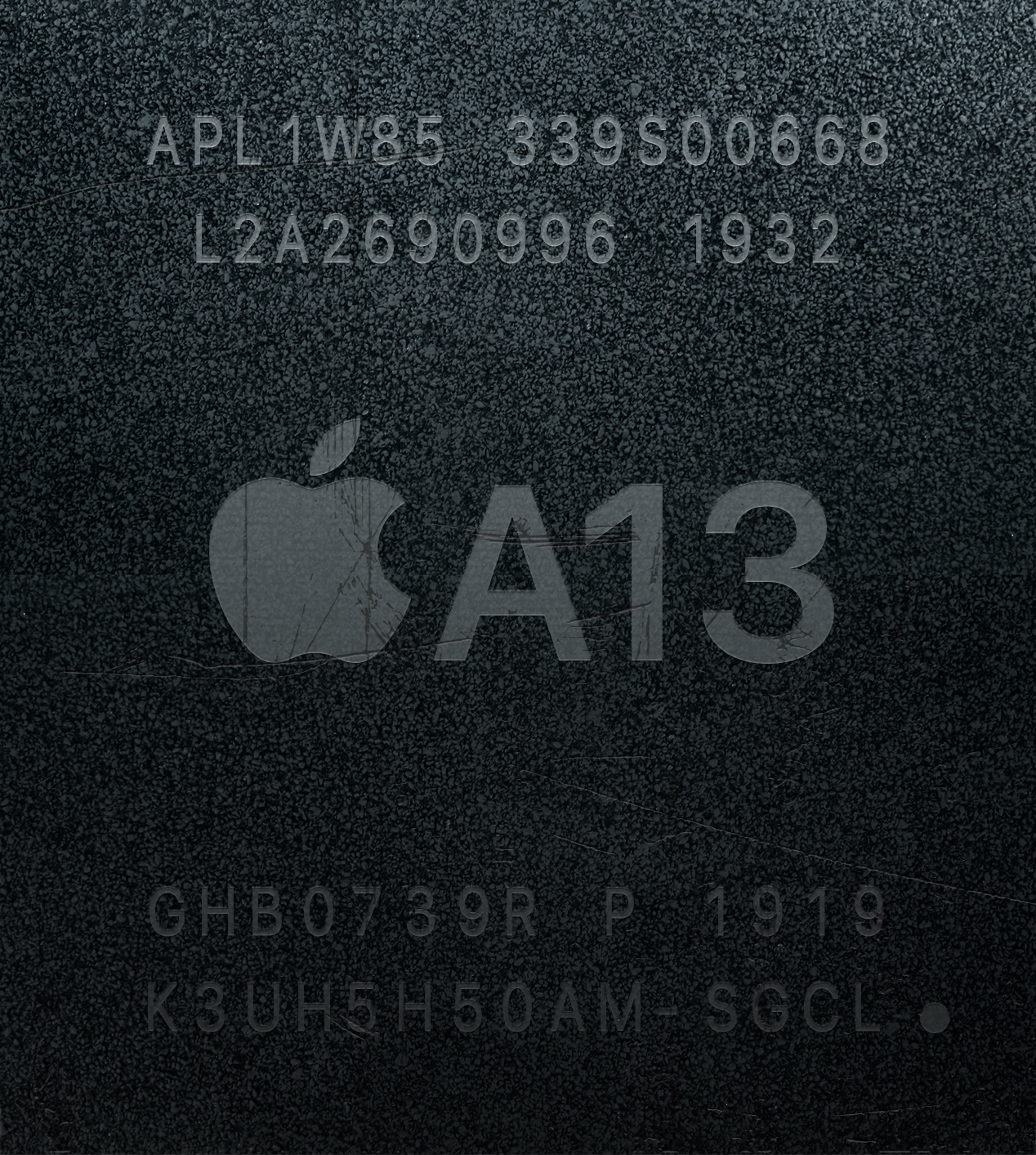
وحدة معالجة مركزية سداسية النواة 64 بت من تصميم أبل

ً أبل إيه 13 (بالإنجليزية: Apple A13 Bionic)‏ هو نظام على رقاقة (SoC) ذُو معمارية 64 بت قائِمٌ على معمارية آرم، صمَّمتهُ شركة أبل. ويوجد هذا المعالج في آيفون 11، آيفون 11 برو وآيفون 11 برو ماكس. تنص Apple على أن النواتان عاليتان الآداء اسرع بنسبة 20٪ مع استهلاك طاقة أقل بنسبة 30٪ من آبل إيه 12، وأن الأنوية الأربعة عالية الكفاءة أسرع بنسبة 20٪ مع استهلاك طاقة أقل بنسبة 40٪ من A12.

## التصميم
يتميز أبل إيه 13 بوحدة معالجة مركزية سداسية النواة 64 بت من تصميم أبل تنفذ ARMv8.4-A ISA، مع نواتين عاليتان الآداء يعملان عند 2.65 GHz تسمى Lightning وأربعة أنوية موفرة للطاقة تسمى Thunder. تتميز أنوية Lightning بمسرعات تعلم الآلة تسمى كتل AMX. تدعي شركة أبل أن كتل AMX أسرع بست مرات في مضاعفة المصفوفة من أنوية Vortex في أبل إيه 12. كتل AMX قادرة على إجراء ما يصل إلى تريليون عملية دقيقة في الثانية.
يدمج مع أبل إيه 13 وحدة معالجة رسومات رباعية النواة (GPU) من تصميم أبل مع أداء رسومات أسرع بنسبة 20٪ واستهلاك طاقة أقل بنسبة 40٪ من أبل إيه 12. تدَّعي شركة أبل أن الشبكة العصبية المخصصة للمحرك العصبي في أبل إيه 13 المكونة من ثمانية أنوية أسرع بنسبة 20٪ وتستهلك طاقة أقل بنسبة 15٪ من أبل إيه 12.
يتم تصنيعها بواسطة TSMC على جيلهم الثاني 7 نانومتر N7P (يجب عدم الخلط بين '7 نانومتر+' وبين 'N7+' )، ويحتوي على 8.5 مليار ترانزستور.

## المنتجات التي تشمل أبل إيه 13 بايونيك
- آيفون 11
- iPhone 11 Pro و 11 Pro Max
- iPhone SE (الجيل الثاني)